# Administração Regional de Saúde do Algarve
A Administração Regional de Saúde do Algarve (ARS Algarve) é uma entidade pública portuguesa, tutelada pelo Ministério da Saúde e tem como objectivos centrais assegurar a eficácia da prestação de cuidados de saúde à população, promovendo a racionalização das estruturas e da gestão dos recursos disponíveis, na região do Algarve.
As competências da ARS Algarve abrangem os serviços públicos em todas as suas vertentes e os prestadores de cuidados de saúde, privados ou sociais, integrados no sistema nacional de saúde, existentes no Algarve.
A ARS Algarve presta, através de Centros de Saúde integrados no Serviço Nacional de Saúde português, cuidados de saúde programados e urgentes, tanto em ambulatório como com internamento.